# Probus (Konsul 502)
Flavius Probus war ein spätantiker oströmischer Politiker und patricius zu Beginn des 6. Jahrhunderts.
Probus war ein Neffe von Kaiser Anastasios I. und Cousin von Hypatius und Pompeius. Im Jahr 502 wurde er Konsul. Er war mit dem Mönch Severus befreundet, dem späteren Patriarchen von Antiochia, und stellte ihn um 508 in Konstantinopel Kaiser Anastasios vor. Im Jahr 519 erscheinen Probus und Hypatius in einer Liste von Würdenträgern, die bei einer Untersuchung gegen Bischof Petrus von Apamea unter Eutychianus, dem comes et praeses von Syria Secunda, erwähnt wurden.
Um 526 schickte Kaiser Justin I. Probus, möglicherweise als magister militum, zu den Hunnen, um Truppen gegen persische Angriffe auf die Iberer anzuwerben.  Statt das Geld für Soldaten auszugeben, unterstützte er, mit Justins Zustimmung, Missionare, die er dort antraf, was seine monophysitische Überzeugung unterstreicht.
Im Jahr 528, nach einer Niederlage oströmischer Truppen gegen die Bulgaren, wurde Probus beschuldigt, Justinian verleumdet zu haben. Die Angelegenheit kam vor das kaiserliche consistorium, doch Justinian begnadigte ihn großzügig und zerriss die Beweise.
Während des Nika-Aufstands 532 vermutete Probus, dass die Menge ihn zum Gegenkaiser ausrufen könnte, und verließ sein Haus nahe dem Hafen von Julian. Daraufhin brannten die Aufständischen sein Haus nieder. Trotz Gerüchten, er sei mit Hypatius und Pompeius ein Rebell gewesen, hielt er sich offenbar zurück. Nach dem Aufstand wurde er von Justinian verbannt und sein Vermögen eingezogen, doch 533 rief Justinian ihn zurück und gab ihm sein Eigentum zurück.
Probus lebte noch 542 in Konstantinopel und gewährte Johannes von Ephesos und einem Priester namens Paulus von 540 bis 542 Unterkunft.